# 자우 국립공원
자우 국립공원(포르투갈어: Parque Nacional do Jaú)은 브라질의 아마조나스주에 위치해 있으며, 남위 1º00’—3º00’, 서경 61º30’—64º00’에 걸쳐있다.
이 지역은 560만 에이커 (23,000km2) 넓이의 남아메리카에서 가장 큰 삼림 보존 구역이다. 이 공원에 들어가기 위해서는 반드시 브라질 정부로부터 출입 허가를 받아야 한다. 이 공원은 아마존 열대우림의 대표적인 보존구역으로, 재규어와 매너티, 핑크 강돌고래등 수많은 동식물들이 서식하고 있다.